# Incubus (groupe)
Pour les articles homonymes, voir Incubus.
Incubus est un groupe de rock américain, originaire de Calabasas en Californie. Le groupe comprend actuellement (depuis 2003) Brandon Boyd (chants et djembé), Mike Einziger (guitare), Nicole Row (basse), Jose Pasillas (batterie) et Chris Kilmore alias DJ Kilmore (platines).

## Biographie

### Débuts (1991–1997)
Brandon Boyd, Jose Pasillas et Mike Einziger se rencontrent à l'école primaire. Les deux premiers se connaissaient d'ailleurs depuis le fourth grade (équivalent du cours moyen aux États-Unis). Si le trio passe alors le plus clair de son temps libre à surfer et faire du skateboard, comme la plupart des écoliers de Calabasas, une fois arrivés au lycée Calabasas High School en 1990, ils forment un premier groupe avec Alex Katunich, à l'âge de 15 ans. Les morceaux interprétés venaient des groupes favoris de Mike et Brandon : Metallica, et Megadeth.
En 1991, le choix du nom « Incubus » est vraisemblablement dû à Mike Einziger, qui feuilletait un thésaurus. Les quatre musiciens commencent très vite à composer plutôt qu'à faire des reprises, jouant très souvent dans des fêtes et des bars. Durant leur eleventh grade, Mike trouve par hasard un billet de cent dollars, ce qui permet au groupe de faire leur premier concert à Hollywood, dans le Roxy. Ils firent pendant la même période d'autres concerts dans des clubs plus ou moins fréquentables — de façon assez étonnante, la plupart de ces apparitions se jouèrent à guichets fermés.
En 1994 sort leur première démo, Closet Cultivation. De cette démo, la chanson  Bathe in my snot est créée. Le 7 janvier 1995, la cassette-démo Incubus paraît avec des chansons qui apparaîtront plus tard sur leur premier album, Fungus Amongus, et leur EP à suivre, Enjoy Incubus. Le 1er novembre 1995, Fungus Amongus paraît sur le propre label du groupe, Stopuglynailfungus Music on Chillum. Leur style est alors très éloigné du style actuel plus posé. Ils jouent alors du funk-rock un peu dans l'esprit d'Infectious Grooves ou même du début des Red Hot Chili Peppers. Leur musique va donc beaucoup évoluer par la suite.
Entre cette sortie et leur début sur le label d'une major en 1997, Enjoy Incubus, DJ Lyfe rejoint le groupe et introduit des sons hip-hop à la déjà très diverse source de composition du groupe. Enjoy Incubus paraît sur Immortal Records le 7 janvier de cette année, exactement deux ans après la deuxième démo du groupe. Plusieurs chansons furent rééditées sur Enjoy Incubus, après retouche.

### S.C.I.E.N.C.E.(1997–1998)
En 1997, le groupe collabore avec DJ Greyboy pour produire le titre Familiar, pour la bande-son du film Spawn. S.C.I.E.N.C.E., le premier album édité par une major, sort le 9 septembre 1997. Les titres extraits en sont Vitamin, A Certain Shade of Green et New Skin.
En février 1998, le groupe demande à DJ Lyfe de partir et Chris Kilmore le remplace rapidement. Le groupe continue ensuite à tourner, jouant en Europe et en Amérique avec des groupes comme Sugar Ray, Hoobastank, 311, Far, One Minute Silence, Cold, Limp Bizkit, Hed PE, Snot, Soulfly, System of a Down, Korn ou Papa Roach. Incubus est programmé pour trois dates lors du Warped Tour, Ozzfest et Family Values Tour pendant l’été et l’automne 1998. Un enregistrement live de la chanson New Skin apparaît sur la compilation du Family Values Tour.

### Make Yourself(1999–2001)
Après sa tournée avec Black Sabbath, Incubus enregistre Make Yourself, qui sort le 26 octobre 1999. Immédiatement, ils repartent en tournée, cette fois avec Primus. Pardon Me, premier hit de l’album, est diffusé par MTV. Le titre atteint alors la troisième place du classement Billboard Modern Rock. Stellar, deuxième titre extrait de Make Yourself, arrive lui à la deuxième place alors que le suivant, Drive, fait encore mieux en atteignant la première place du classement.
En 2000, le titre New Skin sert comme bande son à la bande-annonce du jeu Motocross Madness 2. Après avoir joué une nouvelle fois à l’Ozzfest Tour, un EP de six chansons, When Incubus Attacks Volume 1, sort le 22 aout 2000. 40 000 exemplaires sont vendues la première semaine. En 2001, Make Yourself devient double disque platine avec ses deux millions de copies vendues.
Wish You Were Here, le troisième titre de l’album Morning View, sort le 21 août 2001. À la fin de septembre, la vidéo de Wish You Were Here est diffusée après quelques retouches pour qu’elle soit visionable après les attaques terroristes du 11 septembre. Initialement, la vidéo montrait le groupe en train de s’enfuir d’une meute de filles hurlant après eux, les forçant à sauter d’un pont dans une rivière. Cette scène fut remplacée par des séquences de l’enregistrement de Morning View.

### Morning View(2001–2004)
Morning View sort ensuite le 23 octobre 2001. L’album est enregistré dans un manoir de la côte Pacifique californienne. Cette immense maison-studio, située rue Morning View — d’où le nom de l’album — est réinvestie par le groupe Deftones pendant la production de leur album Saturday Night Wrist.

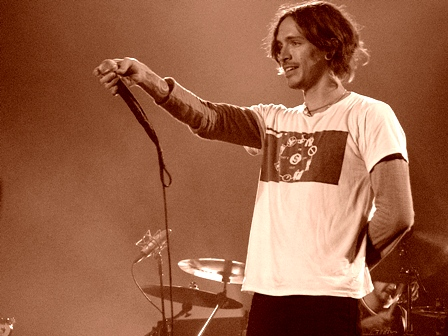
Brandon Boyd d'Incubus en 2004.

En avril 2002, le groupe reprend la route, cette fois en tant que tête d’affiche du Honda Civic Tour, au côté de Hoobastank. Après la tournée, le bassiste Alex Katunich annonce son départ. Cette information n'est cependant pas immédiatement rendue publique et le groupe prend une pause musicale.
Peu après, Ben Kenney remplace Dirk Lance et le groupe enregistre dans la foulée A Crow Left of the Murder, publié en février 2004. Incubus collabore avec Bungie Studios, créateurs du jeu vidéo Halo, pour la bande originale du jeu vidéo Halo 2, sortie en novembre 2004.

### Light Grenades(2005–2008)

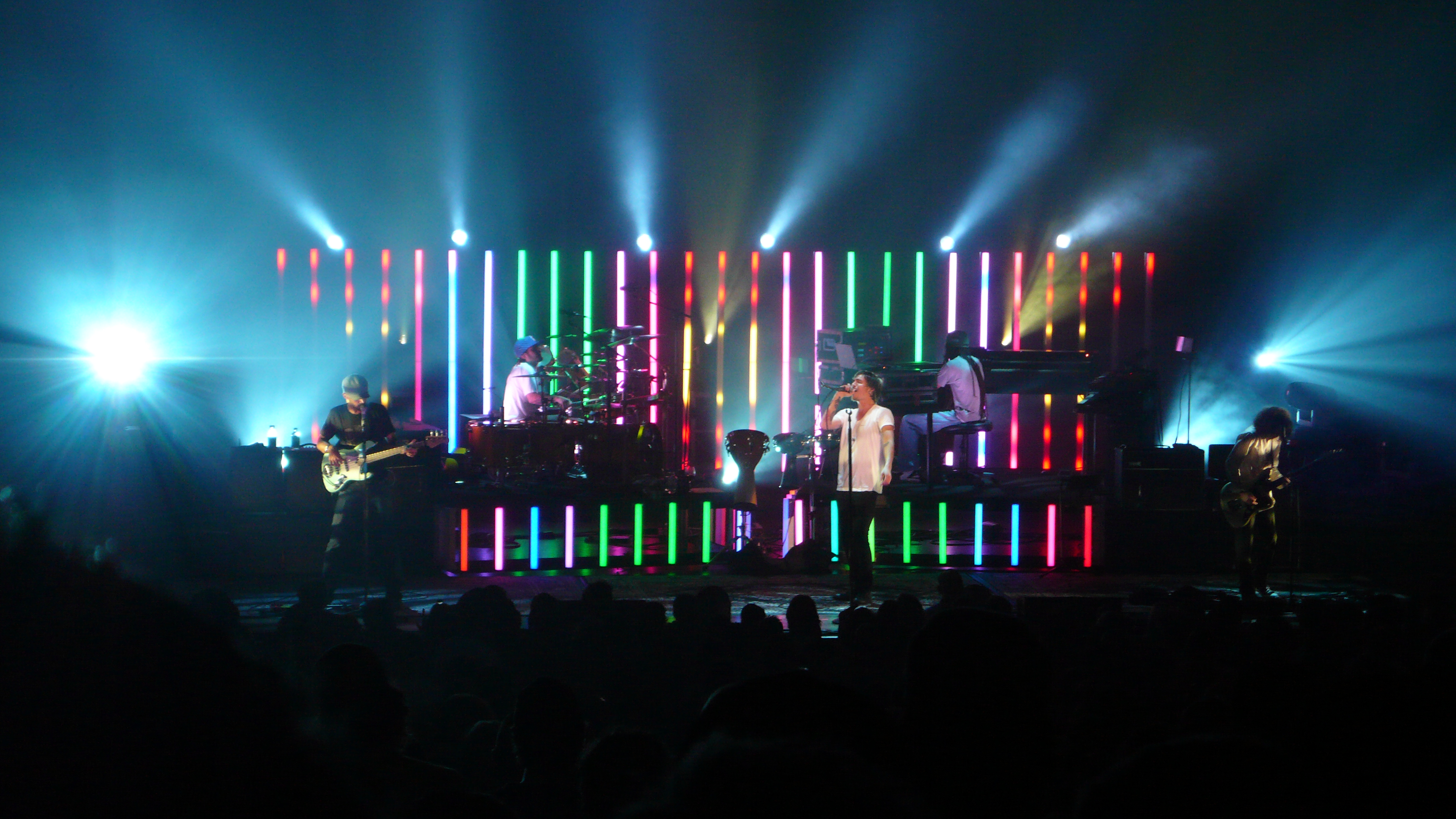
Incubus lors d'un concert en janvier 2007.

Au printemps 2005, le groupe retourne en studio. Trois nouvelles chansons sortent fin juillet, dont Make a Move, bande-son d’un nouveau film de Sony, Stealth. La-dite bande-son inclut d'ailleurs également la chanson Aqueous Transmission qui clôture l'album Morning View. La piste Make a Move est diffusée sur les radios aux États-Unis fin mai. Deux autres morceaux sont mis en écoute sur le site internet officiel du groupe.
L'album Light Grenades, sorti le 28 novembre 2006, a pour premier extrait la chanson Anna Molly (sortie le 20 novembre 2006). Une tournée est organisée dans le monde courant 2007. Cependant le 20 février le jour du concert prévu à Leipzig (Allemagne), Mike Einziger (guitare) s'est blessé à la main et n'a donc pas pu jouer. Le syndrome du canal carpien (qui handicape les mouvements de ses mains) dont il est atteint pousse l'équipe à reporter tous les concerts suivants jusqu'au 5 mai. Incubus reprend sa tournée européenne début septembre ; le groupe passera dans deux salles en France, à Paris au Zénith et à la Cartonnerie de Reims. Le groupe sort un DVD le 26 novembre 2007. Ce DVD sera composé de deux disques, le premier étant le film du concert enregistré à Chicago avec des petits reportages sur leur voyage dans le monde et le deuxième un cd bonus comportant la piste audio des différents reportages et génériques du DVD. Il est joué dans ce concert le morceau bonus du dernier album Light Grenades, Look Alive, d'où le nom du DVD et l'autre morceau inédit Punch Drunk.
Le groupe participe également le 6 juin 2008 au festival Rock am Ring. En juillet 2008, le groupe joue un hommage VH1 au groupe the Who avec Foo Fighters, Pearl Jam et the Flaming Lips.

### Pause etIf Not Now, When?(2009–2013)

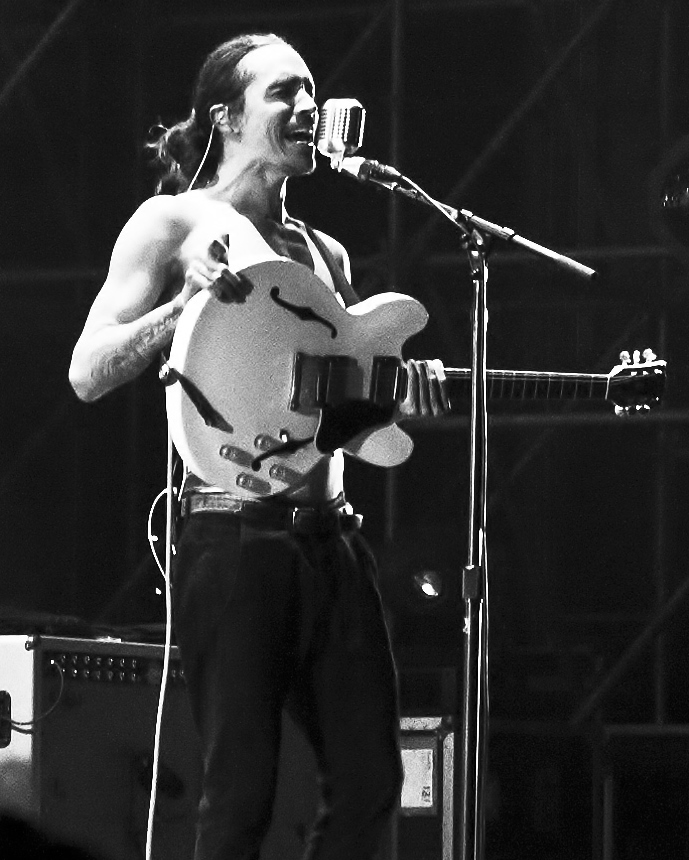
Boyd en 2012.

La sortie de Monuments and Melodies - un double album regroupant 13 des plus grands succès du groupe, deux nouveaux titres, ainsi que des faces B et des morceaux rares - est prévue pour le 16 juin 2009. La commercialisation de ce best-of est précédée de la diffusion depuis le début du mois d'avril 2009 du nouveau single Black Heart Inertia. Un peu plus d'une semaine après sa parution, le 25 juin 2009, le CD se place à la 5e place du Billboard Music Charts : ce sera le 4e du groupe à atteindre un tel classement.
Le 1er juillet 2009, Boyd assure le retour musical du groupe au North County Times : « On va se remettre à composer pour de bon... en espérant pouvoir sortir quelque chose en 2010. On ne peut pas forcer les choses. Mais j'ai cette certitude que l'on se retrouvera sur la route l'été prochain, on commence déjà à rejouer, à amonceler des idées; on est bien parti pour raviver la flamme. » Dans une interview accordée au reporter Steven Seidel le 2 mars 2010, Brandon explique que le groupe « recommencera probablement à travailler sur [un prochain album] à la fin de l'année. [...] Il y a en ce moment des discussions à propos de dates internationales possibles pour cet été ».
C'est à la mi-mars 2011 que Steve Rennie, le manager du groupe, annonce la fin de l'enregistrement d'un nouvel album. Il décrit le disque comme « différent mais dans la droite lignée de ses prédécesseurs, du très bon Incubus avec une approche comme le groupe n'en a encore jamais proposé ». Le 4 avril de la même année, le groupe dévoile Adolescent, premier single du futur album intitulé If Not Now, When? et dont la sortie est attendue pour le 12 juillet 2011.

### Trust Fall(depuis 2014)
En août 2014, le groupe annonce sa participation au festival australien Soundwave en 2015 avec Faith No More et Soundgarden. Ils jouent au Almost Acoustic Christmas 2014 le 14 décembre, une première depuis décembre 2013. Pendant cette performance, ils jouent la chanson Trust Fall. Incubus annonce deux EPs en 2015, le premier étant Trust Fall (Side A) pour le 12 mai 2015.
En mars 2015, ils tournent au Japon, à Hawaï et au Festival Cumbre Tajín au Mexique. Ils jouent en tête d'affiche du DC101 Kerfuffle le 4 mai 2015. En mai et juin 2015, ils jouent à deux festivals allemands (Rockavaria et Grüne Hölle), un concert à Milan, et au Donauinselfest à Vienne, en Autriche. Ils jouent aussi au Hammersmith Apollo à Londres le 16 juin 2015. Incubus annonce une tournée nord-américaine avec Deftones,.

### 8(2017)
Le groupe annonce en 2016 son huitième album studio, prévu pour 2017. Le 16 février 2017, le groupe sort en streaming le single Nimble Bastard, et annonce que leur huitième album, appelé 8 sortira le 21 avril, coproduit avec Skrillex.

### Depuis 2023
Le groupe retourne en tournée en 2023 ; Kenney est contraint de s'asseoir sur le cycle de tournée de 2023 après avoir subi une opération chirurgicale pour retirer une tumeur au cerveau,; Tal Wilkenfeld prend en charge la basse jusqu'en mars, et Nicole Row à partir de mars. [Le 5 août, le groupe annonce la sortie de Morning View XXIII, un réenregistrement complet de leur album de 2001 dont la sortie est prévue le 6 octobre (reportée à début 2024) par Virgin Music; ils annoncent simultanément un concert au Hollywood Bowl où ils interpréteront Morning View dans son intégralité, en première partie de Paris Jackson et Action Bronson, pour le même jour.
Le 6 février 2024, Brandon Boyd révèle dans une interview à Rolling Stone que Ben Kenney s'est rétabli, mais que le bassiste a décidé de quitter Incubus et que sa remplaçante, Nicole Row, est désormais officiellement membre du groupe. À ce moment-là, Row avait déjà joué sur le réenregistrement de Morning View XXIII et travaillait actuellement avec eux sur des morceaux pour un nouvel album d'Incubus.

### Morning view XXIII
Le groupe annonce en 2023 la réédition de leur quatrième album Morning view avec une première date de sortie annoncé au 06 octobre 2023. Finalement, l'album sort le 10 mai 2024 sous le nom de Morning view XXIII.

## Membres

### Membres actuels
- Brandon Boyd – chant, percussions, guitare (depuis 1991)
- Mike Einziger – guitare solo, piano, chœurs (depuis 1991)
- José Pasillas II – batterie (depuis 1991)
- Chris Kilmore – platines, claviers, thérémine (depuis 1998)
- Nicole Row (en) – basse, chœurs (depuis 2024)

### Anciens membres
- Alex « Dirk Lance » Katunich – basse (1991–2003)
- Gavin « DJ Lyfe » Koppell – platines, claviers (1996–1998)
- Ben Kenney – basse, chœurs (2003-2023)

- Tal Wilkenfeld – basse, chœurs (2023-2024)

## Discographie

### Albums studio
- Fungus Amongus (1995)
- S.C.I.E.N.C.E. (1997)
- Make Yourself (1999)
- Morning View (2001)
- A Crow Left of the Murder... (2004)
- Light Grenades (2006)
- If Not Now, When? (2011)
- 8 (2017)
- Morning view XXIII (2024)

### EPs
- Enjoy Incubus (1997)
- When Incubus Attacks Volume 1 (2000)

Trust Fall Side A  (2015) 
Trust Fall Side B (2019)

### Compilation
- Monuments and Melodies (2009)

## Vidéographie
- 2002 : DVD When Incubus Attacks Volume 2 (live + images inédites + reportages)
- 2002 : DVD Morning View Sessions (live MTV pour Morning View + reportages + photos)
- 2004 : DVD Alive At Red Rocks (concert enregistré au canyon de Red Rocks dans le Colorado + reportages en coulisses et dans le public, un CD Bonus est présent avec trois inédites Monuments and Melodies, Pantomime et Follow + deux morceaux lives)
- 2007 : DVD Look Alive (concert enregistré à Chicago en 2007, un cd bonus est présent avec la piste audio des génériques et reportages du concert)